# Xbloc

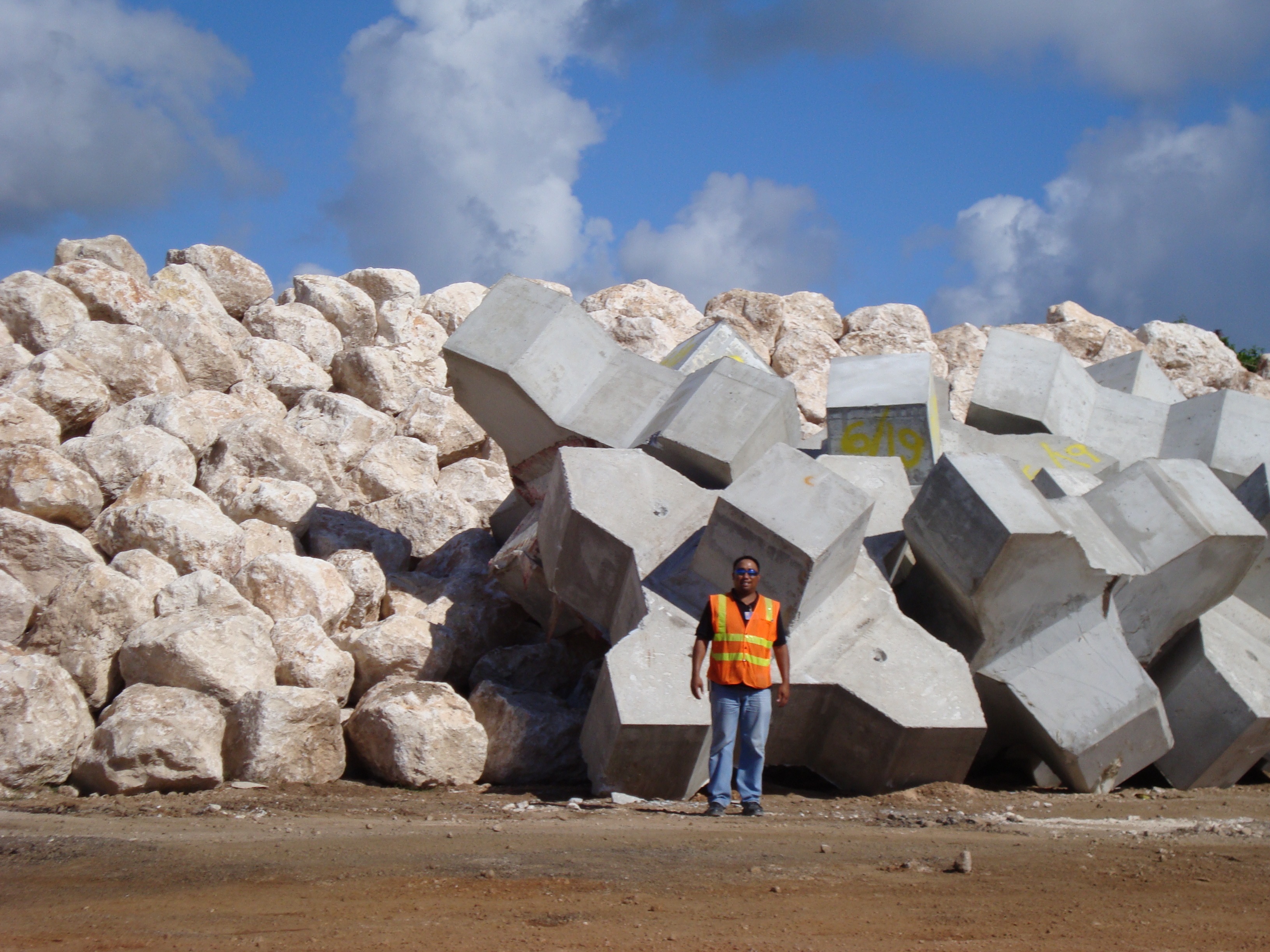
Xblocs (8,0 m^{3}) bij een proefplaatsing

Een Xbloc is een betonnen golfbrekerelement van het in elkaar hakende type, bedoeld om golfbrekers en oevers te beschermen tegen de effecten van zeer zware golfslag. Het Xbloc is ontwikkeld in 2001 door Delta Marine Consultants (DMC), een dochteronderneming van de BAM. De ontwerper is Bas Reedijk van de Koninklijke BAM Groep, die er in 2020 de jaarlijkse Prins Friso Ingenieursprijs van het Koninklijk Instituut van Ingenieurs mee won.

## Gebruik
Betonnen golfbrekerelementen worden over het algemeen toegepast in golfbrekers en kustbescherming.  Voor het gebruik van dit soort elementen en een overzicht van verschillende types in het algemeen, zie het artikel over betonnen golfbrekerelementen.
Xbloc is een element dat in een enkele laag toegepast wordt, en wordt onder een helling van ongeveer 1:1,5 op een poreuze onderlaag van kleinere breuksteen geplaatst. Het grootte van het blok kan berekend worden met  de Xbloc ontwerprichtlijn.  Net als andere betonelementen is het Xbloc een commerciële ontwikkeling en zijn ze gepatenteerd.  Voor een werk worden Xblocs niet geproduceerd door de octrooihouder, maar worden ze gefabriceerd en geïnstalleerd door een aannemer die in ruil daarvoor licentiekosten betaalt. Een dergelijke overeenkomst omvat bepaalde technische ondersteuningsactiviteiten om te zorgen voor de juiste toepassing van de elementen.

## Hydraulische stabiliteit en in elkaar haken (interlock)

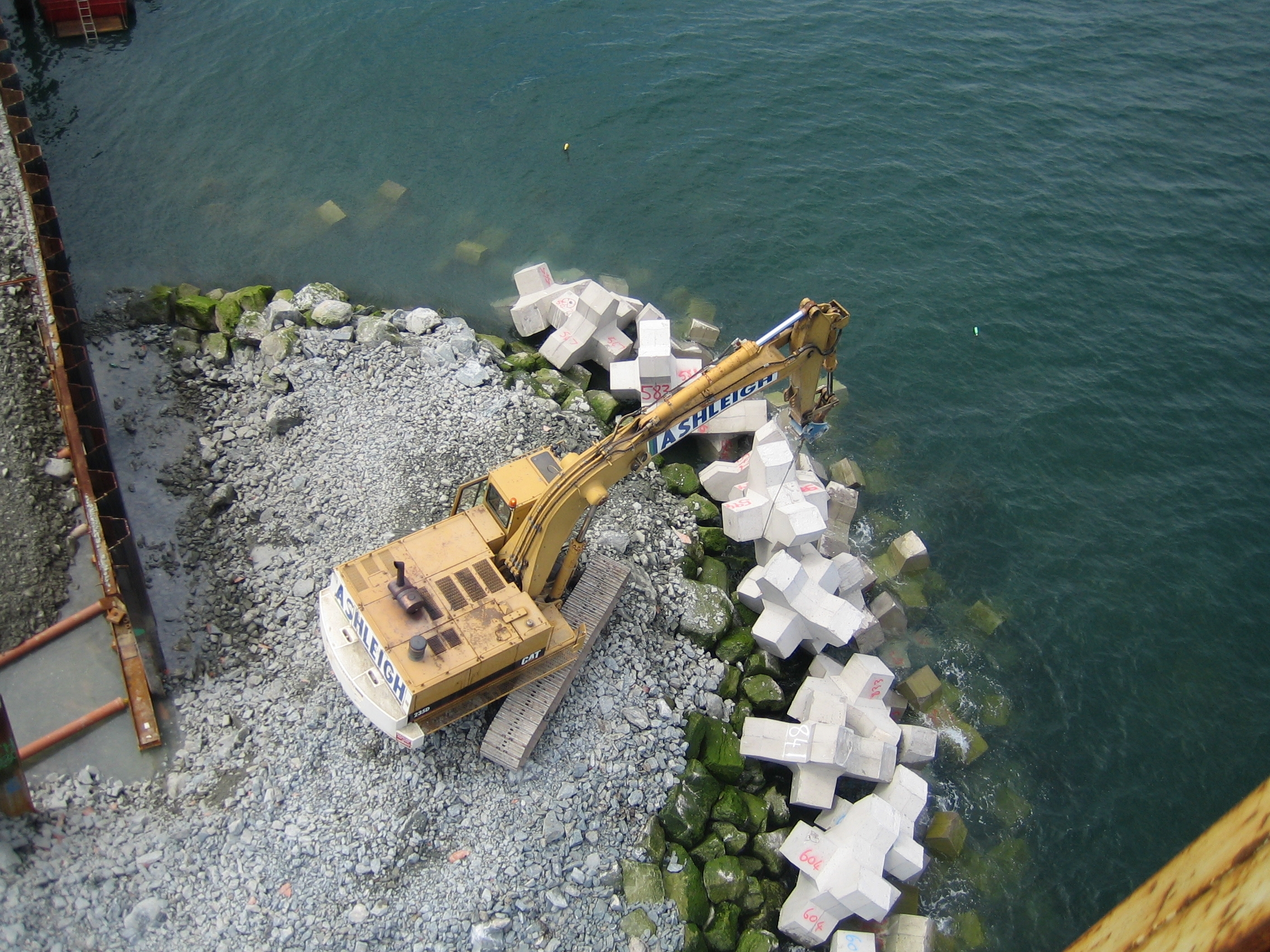
Plaatsen Xbloc op de kop van een golfbreker bij Port Oriel, Ierland

Het Xbloc ontleent zijn hydraulische stabiliteit aan zijn eigen gewicht en aan de omringende eenheden (de elementen haken als het ware in elkaar). De stabiliteit kan worden berekend met een aangepaste Hudson-formule. Naast de directe uitkomst van de formule zijn er nog een aantal aanvullende eisen, de Xbloc calculator houdt hier rekening mee. Dit is bijvoorbeeld de waterdiepte en het soort teenconstructie.
Xblocs worden meestal toegepast op een helling tussen 3V: 4H en 2V: 3H.  In tegenstelling tot waterbouwsteen neemt de hydraulische stabiliteit niet toe bij flauwere hellingen, omdat Bij een flauwere helling het effect van de haakweerstand (interlock) wordt verminderd.  Standaard Xbloc volumes variëren tussen 0,75 m3 (significante golfhoogte tot Hs = 3,35 m) en 20 m3 (Hs = 10,0 m).  Deze relatie tussen ontwerpgolfhoogte en volumegrootte geldt voor de conceptfase. Verdere parameters zoals de helling van de vooroever, de vorm van de kruin, te gebruiken materieel enz. kunnen een belangrijk effect hebben op de aanbevolen eenheidsklasse. Voor gedetailleerd ontwerp, in het bijzonder voor niet-standaardsituaties, zijn fysieke (schaal-)modeltesten essentieel en worden normaal uitgevoerd om de algehele stabiliteit en functionele prestaties van een golfbreker (golfoverslag en/of golftransmissie) te bevestigen.
De vorm van een enkel blok is zodanig ontworpen dat het de robuustheid van een compact betonelement (om breuk van de poten te voorkomen) met de slankheid die nodig is om in elkaar te haken (maar niet te slank, zodat de poten breken bij schudden door golfbelasting, zoals het probleem is bij de  Dolos, zie aldaar).  Gezien de opgetreden problemen bij breuk van de Dolos zijn bij de ontwikkeling van het Xbloc zowel eindige elementen berekeningen gemaakt als valproeven op ware grootte (het Xbloc dat op de TU Delft voor het gebouw van Civiele Techniek staat is een van de blokken die voor deze testen zijn gebruikt).

## Fabricage van het Xbloc

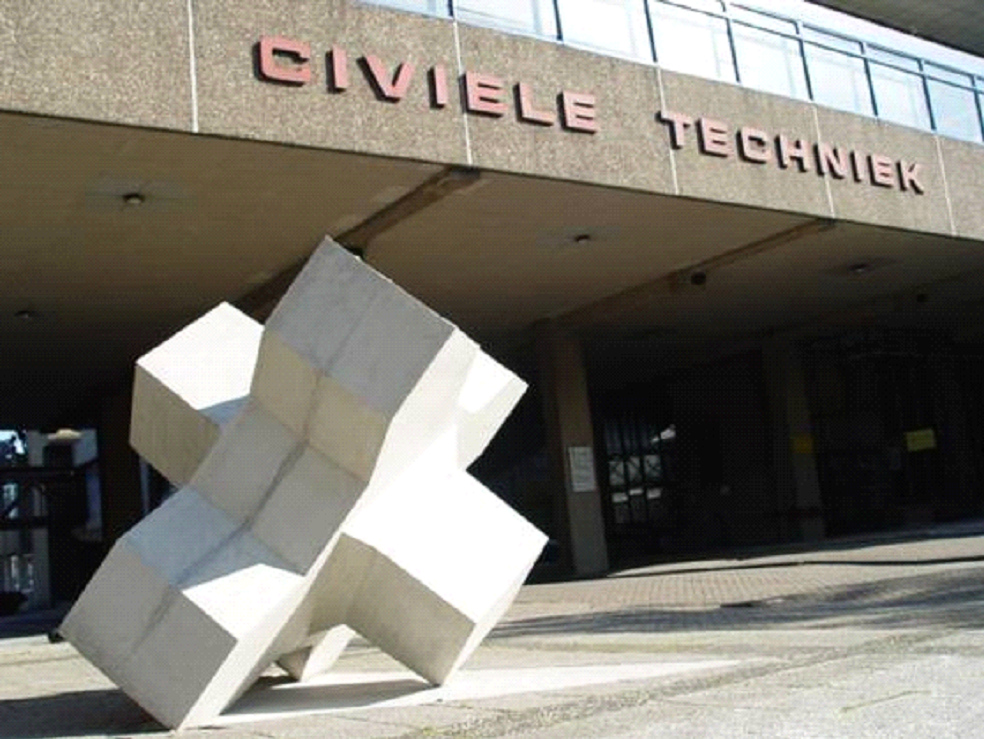
Xbloc voor het CiTG gebouw van de TU Delft

Voor het maken van Xblocs worden stalen bekistingen gebruikt. Door DMC zijn een aantal bekistingsontwerpen gemaakt die door aannemers gebruikt kunnen worden.
Kostentechnisch is het efficiënt om het storten van de blokken zo dicht mogelijk bij de definitieve plaats op de golfbreker uit te voeren. Dit lukt niet altijd doordat soms een geschikt werkterrein ontbreekt. Zo zijn de Xblocs voor een gasproject in West-Australië gemaakt in West-Java en met schepen naar de locatie gebracht.

## Plaatsing
Door de symmetrische vorm van het Xbloc grijpen elk van de 6 zijden van het element efficiënt in elkaar. Hierdoor heeft het Xbloc geen zeer strenge specificaties over de oriëntatie van elke unit op het talud van de golfbreker. Daarom vinden de blokken gemakkelijk een positie die de interlock volledig activeert en is er nauwelijks controle door duikers noodzakelijk. Dit verhoogt de snelheid waarmee de elementen op het talud worden geplaatst.
Vanwege de willekeurige structuur en hoge porositeit van een Xbloc-golfbreker, wordt een kunstmatige rifhabitat gecreëerd voor verschillende soorten zeefauna en -flora.

## XblocPlus
In 2018 is DMC met het XblocPlus op de markt gekomen. De naam suggereert een verbeterde versie van het Xbloc, maar dat is niet het geval. Het is een blok dat principieel anders werkt, en dus ook zijn eigen voor- en nadelen heeft. Het XblocPlus is een blok dat regelmatig geplaatst moet worden en in die zin dus eigenschappen heeft die men ook vindt bij gezette blokken als Hydroblock en Basalton. De ontwikkeling van dit blok is met name gestart omdat DMC hiervoor mogelijkheden zag voor de Afsluitdijk-verbetering die in 2018 gestart is. Hier wordt dit blok in de golfslagzone toegepast (overigens wordt het blok in dit kader Levvel-blok genoemd, naar de joint-venture die de Afsluitdijk verbetert). In de golfoploopzone wordt op de Afsluitdijk het Basalton Quattroblok toegepast.